# Queen of Rain
A Queen of Rain című pop ballada a svéd Roxette duó 1992. október 28-án megjelent 2. kimásolt kislemeze a Tourism című stúdióalbumról. A dal Belgiumban, Spanyolországban, Svédországban, Hollandiában a legnépszerűbb slágerek közé tartozott. Németországban a kislemezlistán több mint három hónapig volt helyezett, ahol a 19. helyig jutott.

## Előzmények és felvétel
A dalt 1990. júliusában vették fel a stockholmi EMI stúdióban a Joyride című albumuk felvételein. Eredetileg a dalt a Joyride című album utolsó dalaként szerették volna megjelentetni, de végül a "Perfect Day" volt a záró dal. Az előtte lévő "Things Will Never Be The Same" című dalban hallható tömegzaj hallható a "Queen of Rain" bevezetőjében is. A dal spanyol változatát 1996-ban adták ki a Baladas en Español című albumukon, mely  az "Una reina va destrás de un rey" címet viselte.
A "Queen of Rain" című dal a Pearls of Passion című debütáló albumuk 1997-es újrakiadásán szereplő "Pearls of Passion" című dallal együtt jelent meg kislemezen Svédországban.

## Megjelenések
- 7" & MC Single Európai Unió EMI 8650124 · UK EM253

1. "Queen of Rain" – 4:49
2. "It Must Have Been Love" (Live from the Sydney Entertainment Centre on 13 December 1991) – 5:29

- CD Single  Európai Unió ·  Ausztrália EMI 8650132

1. "Queen of Rain" – 4:49
2. "It Must Have Been Love" (Live from Sydney) – 5:29
3. "Paint" (Live from Sydney) – 3:20
4. "Pearls of Passion" – 3:33

- CD Single Egyesült Királyság EMI CDEMS253)

1. "Queen of Rain" (Radio Edit) – 4:28
2. "Pearls of Passion" – 3:33
3. "Interview with Roxette" – 14:30

- CD Single  Egyesült Királyság EMI CDEM253)

1. "Queen of Rain" – 4:49
2. "It Must Have Been Love" (Live from Sydney) – 5:29
3. "Paint" (Live from Sydney) – 3:20
4. "Dangerous" – 3:46

## Slágerlista
| Slágerlista (1992)                    | Legjobb helyezés |
| ------------------------------------- | ---------------- |
| Australia (ARIA)                      | 66               |
| Belgium (Ultratop 50 Flanders)        | 14               |
| Kanada Top Singles (RPM)              | 47               |
| Németország (Media Control Charts)    | 19               |
| Hollandia (Top 40)                    | 26               |
| Hollandia (Single Top 100)            | 20               |
| Poland Airplay (ZPAV)                 | 6                |
| Spain (AFYVE)                         | 7                |
| Svédország (Sverigetopplistan)        | 12               |
| Svájc (Schweizer Hitparade)           | 27               |
| Egyesült Királyság (UK Singles Chart) | 28               |

## Közreműködő előadók
- Marie Fredriksson – ének, háttérvokál
- Per Gessle – háttérvokál
- Bo Eriksson – oboa
- Anders Herrlin basszusgitár , hangmérnök, producer
- Jonas Isaacson – gitárok
- Clarence Öfwerman – billentyűs hangszerek, producer
- Alar Suurna – hangmérnök